# Tampin (città)
Tampin (alfabeto Jawi: تمڤين; alfabeto Cinese: 淡边) è una città del distretto di Tampin, nel Negeri Sembilan, in Malaysia, con una parte che deborda nel vicino stato di Malacca, essendo situata lungo il confine Malacca-Negeri Sembilan.

## Storia ed etimologia
Tampin prende il nome dal contenitore o borsa tessuti da fronde di pandanus. Il contenitore era utilizzato per immagazzinare condimenti come il kelamai o dodol e la pasta di gamberetti (malese = belacan).
Tampin era originariamente governata dall'amministrazione del distretto di Rembau. Dopo il conflitto armato di Naning nel 1832 Raja Ali si dichiarò signore di Seri Menanti e suo cognato, Syed Shaaban, signore di Rembau.
Ciò irritò altri signori del Negeri Sembilan poiché Raja Ali e il cognato non avevano diritto ad occupare quelle posizioni. Nel 1834 scoppiò una guerra civile, il cui esito fu il ritiro di Raja Ali e Syed Shaaban e lo scorporo della zona che va dal Monte Tampin a Potus Hill da Rembau. Quest'area, che consisteva nelle province di Repah, Keru, Tebong e Tampin Tengah, formò il distretto di Tampin. Syed Shaaban divenne il primo signore di Tampin e si autoproclamò Tunku Besar Tampin. Il distretto è uno degli originali nove stati complessivamente chiamati Negeri Sembilan, che in lingua malese significa "nove stati".
L'11 marzo 1889, il Governatore degli Stabilimenti dello Stretto, Sir Cecil Smith, presiedette un incontro con i signori di Jelebu, Sungai Ujong, Rembau, Seri Menanti e Tampin. Lo scopo di quest'incontro era quello di organizzare i distretti per meglio gestirli sotto il potere britannico.
Tampin, Rembau e Seri Menanti concordarono sulla proposta e vennero uniti nella Confederazione di Seri Menanti e la confederazione di nuova istituzione accettò Martin Lister come primo Ministro residente britannico.
Dopo la proclamazione dell'indipendenza della Malesia nel 1957, Negeri Sembilan e i suoi distretti iniziarono la formazione di un Consiglio per l'amministrazione locale. Inizialmente noto come Tampin Town Board, il Consiglio del Distretto di Tampin fu insediato il 1 luglio 1980 come conseguenza della ristrutturazione dello stato, con il Local Government Act del 1976.

## Governo
Il lato del Negeri Sembilan della città è governato dal Consiglio del distretto di Tampin, mentre il lato della città appartenente alla Malacca, chiamata Pulau Sebang è governata dal Consiglio municipale di Alor Gajah.

## Politica
Tampin è un gruppo parlamentare nel Dewan Rakyat (equivalente alla nostra Camera bassa) del Parlamento malese. L'attuale membro del Parlamento è Hasan Bahrom, della coalizione che comanda nello stato federale, Pakatan Harapan.
A turno, Tampin fornisce 3 seggi all'Assemblea legislativa dello stato Negeri Sembilan:
- Repah, contenente il centro di Tampin, al momento tenuto dal DAP;[4]
- Gemencheh, tenuto dal BN; e[5]
- Gemas, anche in mano al BN.

## Infrastrutture e trasporti
Tampin è ben servita dal sistema di trasporti malese.

### Trasporto privato
Con l'auto Tampin è accessibile sia attraverso l'autostrada Nord-Sud (E2) dall'uscita di Simpang Ampat nei pressi della città di Malacca, o usando la Strada federali n.1 (JKR 1), che collega Tampin a Seremban e Johor Bahru.
La città è anche connessa ad Alor Gajah e alla città di Malacca utilizzando la strada federale n. 61 (JKR61); è poi collegata all'estremità meridionale della strada federale n. 9 (JKR9), che ha inizio a Karak sulla costa orientale dello stato di Pahang.
Gli automobilisti possono così da Malacca accedere all'autostrada della Costa Orientale (MES-E8) per raggiungere Kuantan o Kuala Terengganu, evitando Kuala Lumpur.

### Trasporto pubblico
In termini di trasporto pubblico, Tampin è servito dal sistema ferroviario della Malesia (in lingua malese Keretapi Tanah Melayu). In effetti Gemas, che fa parte del distretto di Tampin, è il punto d'incontro delle linee ferroviarie dell'est e di quelle dell'ovest. La stazione ferroviaria di Pulau Sebang/Tampin si trova in Pulau Sebang, che sta dal lato della Malacca, a circa un chilometro dal centro della città. Ci fu un tratto da Pulau Sebang alla città di Malacca prima della seconda guerra mondiale, ma fu smantellato dai Giapponesi durante la guerra, per la costruzione della tristemente famosa ferrovia della Birmania, detta poi "Ferrovia della morte".